# Ascending Sugar Loaf Mountain
Ascending Sugar Loaf Mountain è un cortometraggio muto del 1913. Il nome del regista non viene riportato nei credit.

## Produzione
Il film fu prodotto dalla Essanay Film Manufacturing Company. Venne girato in Brasile, a Rio de Janeiro, sul Pan di Zucchero (in inglese Sugar Loaf Mountain).

## Distribuzione
Distribuito dalla General Film Company, il film - un documentario lungo 125 metri - uscì nelle sale cinematografiche USA il 31 dicembre 1913. Nelle proiezioni, veniva programmato con il sistema dello split reel, accorpato in un'unica bobina con un altro cortometraggio prodotto dalla Essanay, la commedia When Love Is Young.